# 豇豆轻斑驳病毒
豇豆轻斑驳病毒（学名：Cowpea mild mottle virus，CPMMV）是芜菁黄花叶病毒目乙型线状病毒科香石竹潜隐病毒属下的一种正单链RNA病毒，形状为弯曲的丝状颗粒。能使豇豆引起系统性斑点、褪绿以及叶片畸形等症。除侵染豆科外，还可侵染藜科、葫芦科、苋科和茄科的多种植物，导致作物大量减产。